# 서울 연화사 아미타불괘불도
서울 연화사 아미타불괘불도(서울 蓮花寺 阿彌陀掛佛圖)는 서울특별시 동대문구 연화사에 있는 조선시대의 불화이다. 2013년 3월 7일 서울특별시의 유형문화재 제342호로 지정되었다.

## 개요
중앙의 아미타불을 중심으로 관음보살과 대세지보살이 협시하고 있는 아미타불괘불도로서, 삼존불 하단으로는 가섭존자와 아난존자, 문수동자와 보현동자가 배치되어 있다.
중앙의 본존불은 반달 모양의 큼직한 중앙계주에 뾰족하게 솟아오른 육계꼭대기에 둥근 모양의 정상계주를 갖추고, 通肩衣의 法衣에 왼손은 가슴앞에 두고 오른 손은 아래로 길게 내려 뻗쳤다. 大衣에는 둥근 문양이 촘촘히 그려져 있으며, 좌측의 관음보살은 化佛이 안치된 보관을 쓰고, 두 손으로는 白蓮花를 왼 어깨로 비켜 받쳐 들고 있는 모습이다.
오른쪽의 대세지보살은 淨甁이 안치된 보관을 쓰고 관음보살과 대칭되게 두 손으로 연화를 받쳐 들고 있으며, 두 보살상 모두 양어깨를 다 덮은 통견 형식의 佛衣式 법의를 착용하였으며, 본존불과 마찬가지로 둥근 문양이 전면에 가득 시문되었다.
관음보살과 대세지보살 아래쪽으로는 백발이 성성한 老比丘 모습의 가섭존자와 청년 비구 모습의 아난존자가 자리한다. 화면 하단 중앙에는 靑獅子를 탄 문수동자와 六牙白象을 타고 앉아 있는 보현동자상이 둥근 모양의 광배 안에 표현되어 있다.
아미타삼존 형식에 가섭존자와 아난존자, 사자와 코끼리를 탄 형태의 문수․보현동자상이 등장하는 도상은 19세기 중엽 이후 서울․경기지역에서 크게 유행한 형식으로 이 불화 역시 당시의 양식적 특징을 잘 보여준다.
화면 하단의 화기로 미루어 보아 이 괘불도는 1901년인 광무 5년 10월 28일에 그린 뒤동짓달인 11월 20일에 점안하였음이 파악되며, 大恩 頓喜를 중심으로 啓恩 奉法, 漢峰 應 作, 普庵 亘法, 淸庵 雲照, 漢谷 頓法 등이 참여하여 조성되었음을 알 수 있다.

## 참고 문헌
- 서울 연화사 아미타불괘불도 - 국가유산청 국가유산포털